# Significante golfhoogte

Aanduiding verschillende 'golfhoogtes'

Een natuurlijk golfveld met zeegolven bestaat uit golven van verschillende hoogten. Om de maatgevende hoogte van dit golfveld vast te leggen is in het verleden de significante golfhoogte ingevoerd. Deze wordt aangegeven met het symbool Hs. De significante golfhoogte is de gemiddelde hoogte van de hoogste een derde deel van de gemeten golven. Deze hoogte wordt aangeduid met het symbool H1/3 of Hs. De significante golfhoogte is niet een eenduidig begrip, aangezien de significante golfhoogte een stochastische variabele is. In de fysische oceanografie, maritieme techniek en waterbouwkunde worden er drie verschillende soorten kenmerkende golfhoogten onderscheiden, te weten:
- visueel bepaalde significante golfhoogte
- uit metingen bepaalde significante golfhoogte en verwerken van de individuele golfhoogtes
- uit golfspectrum bepaalde significante golfhoogte

## Historie
Deze drie verschillende waarden liggen allemaal dicht bij elkaar, maar zijn niet precies gelijk. Daarom is het belangrijk om omzichtig met deze gegevens om te springen. Feitelijk levert alleen de tweede methode de significante golfhoogte, maar vaak worden de andere twee ook significante golfhoogte genoemd.   
In de 19e eeuw en eerder was de significante golfhoogte de golfhoogte die visueel geschat werd door een getrainde waarnemer aan boord van het schip. Aangezien dit geen objectieve waarneming is, heeft men dit in de loop der tijd geformaliseerd, maar men is ook voor deze geformaliseerde waarden vaak wel het begrip significante golfhoogte blijven gebruiken. In de meeste gevallen wordt de significante golfhoogte gelijkgesteld aan H1/3, oftewel het gemiddelde van het hoogste derde deel van alle golven in een golfveld. De H1/3 kan met eenvoudige middelen visueel bepaald worden. Door een paal met schaalverdeling in het water te zetten en met een kijker steeds de waarde van de top en het dal van een golf af te lezen krijgt met een lijst van de hoogtes van de individuele golven. Door dit bijv. voor honderd opeenvolgende golven te doen, die waarden vervolgens de sorteren op grootte en het gemiddelde van de grootste 33 te bepalen wordt de waarde van de H1/3 verkregen. Deze methode werkt alleen bij daglicht en op korte afstand van de kust, en wordt daarom niet meer gebruikt. Een vergelijkbare methode maar dan met betrouwbaardere instrumenten is het gebruik van een stappenbaak. Dit apparaat staat in zee (is bijv. aangebracht aan de poot van een booreiland) en bevat een reeks sensoren die waarnemen of die sensor wel of niet onder water is. Zo wordt een tijdreeks van het wateroppervlak bepaald en daar kan dan ook weer bovengenoemde analyse op losgelaten worden op de H1/3 te bepalen.  

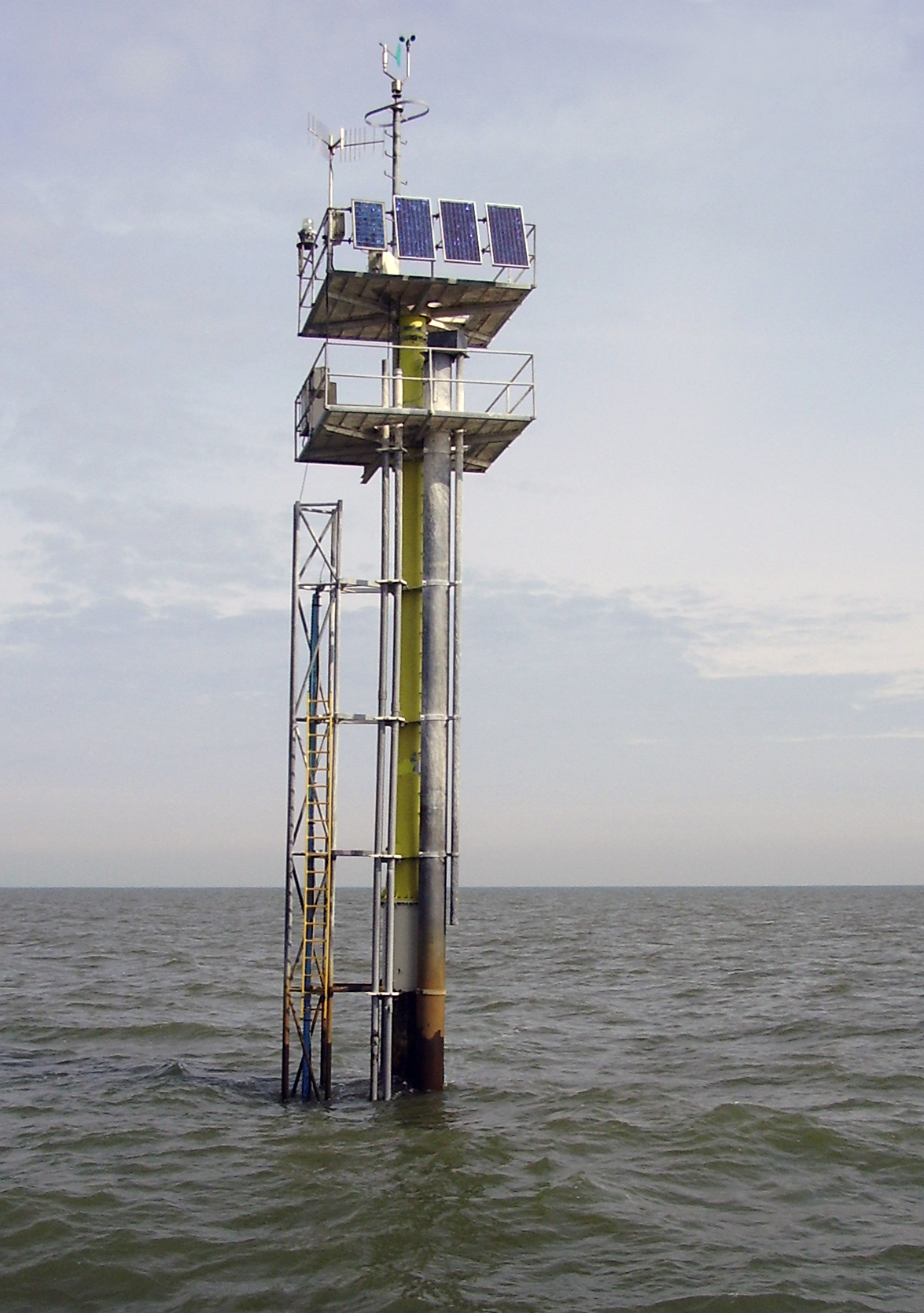
Meetpaal BG-2 (voor het Brouwershavense Gat) voor gegevens van BG-2 zie

De golfhoogte kan ook gemeten worden met een boei. Deze werkt door het signaal van een versnellingssensor twee maal te integreren. Zie verder: golfmeetboei.

## Kansverdeling
Zoals in de grafiek is aangeven hebben individuele golven een kansverdeling. Uit deze verdeling kan de gemiddelde golfhoogte bepaald worden, dit is een waarde die nooit gebruikt wordt, maar ook bijvoorbeeld de golf die met een kans van 13% wordt overschreden. Bij de verdeling die golven meestal hebben, een Rayleighverdeling, is de H13% identiek aan de H1/3.

## Spectrale analyse (golfspectrum)
Tegenwoordig wordt vaak de voorkeur gegeven aan een spectrale analyse van het oppervlaktesignaal. De informatie van de oppervlakte-uitwijking wordt dan via Fourieranalyse verwerkt tot een golfspectrum. Dit spectrum geeft de energieverdeling van de golven weer. De totale oppervlakte onder deze lijn (dus de integraal) is de totale energie van het golfveld (m0). Hieruit kan een waarde bepaald worden die Hm0 genoemd wordt: {\displaystyle H_{m0}=4{\sqrt {m_{0}}}} . 
Soms wordt de Hm0 ook significante golfhoogte genoemd, maar dat is feitelijk onjuist.

## RelatieHm0enH1/3

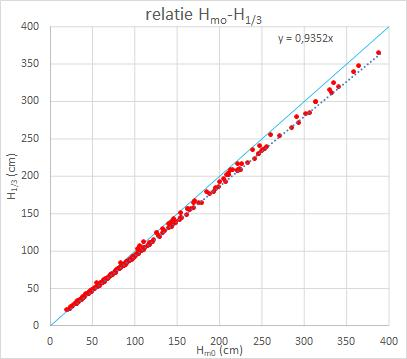
Data van Meetpost Noordwijk, januari 1979

Vaak wordt aangenomen dat de Hm0 identiek is aan de H1/3, maar dat is lang niet altijd zo. Bij zuiver Rayleigh-verdeelde golven en een redelijk standaard spectrum komen deze waarden over het algemeen wel goed overeen, maar als er golfvelden door elkaar lopen, als er veel golfbreking is of bij andere afwijkende spectrum-vormen is dat geenszins meer het geval. Dit is relevant bij het bepalen van de hoogte van de grotere golven in een golfveld (bijv. de H2%). In bijgaande grafiek is de relatie geplot tussen de gemeten Hm0 en de gemeten H1/3 voor de meetpost Noordwijk in de maand januari 1979. Hier blijkt dat de H1/3 ongeveer 7% kleiner is dan de Hm0. 